# Tambon

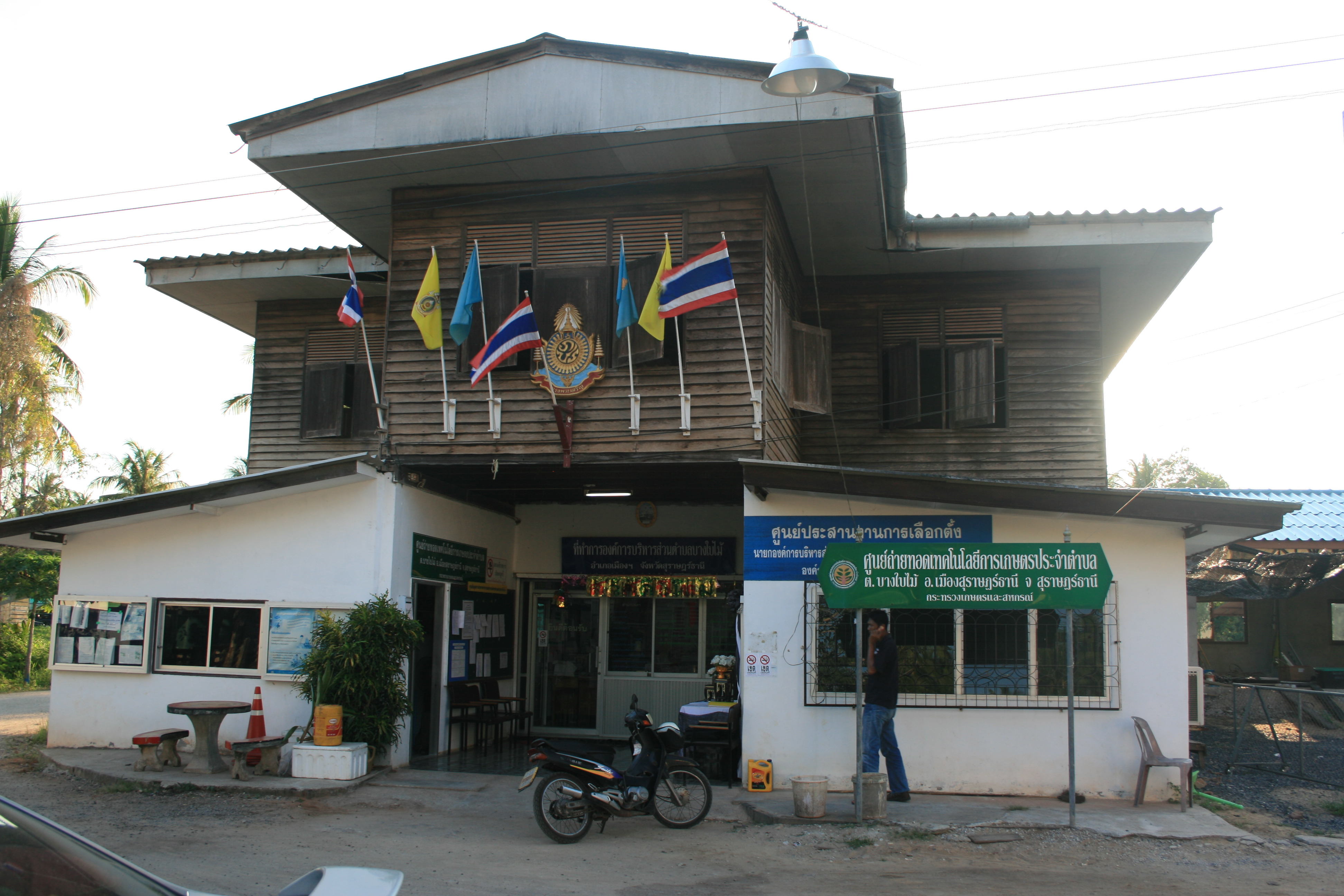
Trụ sở của Cơ quan Hành chính Tambon ở Ban Bai Mai

Tambon (tiếng Thái: ตำบล) là đơn vị hành chính địa phương cấp 3, dưới tỉnh (cấp 1) và huyện (amphoe, cấp 2), ở vùng nông thôn của Thái Lan. Có thể coi tambon là cấp tổng dùng xưa kia ở Việt Nam. Tambon cùng cấp với khwaeng của Bangkok và các thesaban tambon (đơn vị hành chính đô thị dưới cấp huyện) Vào năm 2009, Thái Lan có 7255 tambon. Các tambon ở vùng nông thôn được chia thành các đơn vị hành chính nhỏ hơn là muban (nhiều khi chỉ gọi tắt là ban).
Chính quyền của tambon gồm Hội đồng Tambon hoặc Cơ quan Hành chính Tambon tùy theo quy mô của tambon và mức huy động ngân sách đạt được. Hội đồng Tambon hoặc Cơ quan Hành chính Tambon bao gồm các đại diện của từng muban; mỗi muban được cử 2 đại diện.
Từ năm 1999, Thủ tướng Thái Lan lúc đó là Thaksin Shinawatra đã cho triển khai chương trình Mỗi tambon một sản phẩm, theo đó mỗi tambon sẽ chọn ra một sản phẩm tiêu biểu của mình và sẽ nhận được sự hỗ trợ về xúc tiến thương mại và hiện đại hóa công nghệ sản xuất của Nhà nước.